# Shalinsky (huyện của Chechnya)
Huyện Shalinsky(tiếng Nga: Шали́нский райо́н; tiếng Chechen: Шелан кIошт, Şelan khoşt) là một huyện hành chính tự quản (raion), của Chechnya, Nga. Huyện có diện tích 700 km², dân số thời điểm ngày 1 tháng 1 năm 2000 là 68.862 người. Trung tâm của huyện đóng ở Shali..
Dân số của huyện: Bản mẫu:Ru-census2010prelim 68,862 (2002 Census); 136,590 (Điều tra dân số năm 1989). Dân số Shali chiếm 41,1% dân số huyện.